# Nanty Glo
Nanty Glo es un borough ubicado en el condado de Cambria en el estado estadounidense de Pensilvania. En el año 2000 tenía una población de 3,054 habitantes y una densidad poblacional de 645 personas por km².

## Geografía
Nanty Glo se encuentra ubicado en las coordenadas 40°28′20″N 78°50′5″O / 40.47222, -78.83472.

## Demografía
Según la Oficina del Censo en 2000 los ingresos medios por hogar en la localidad eran de $25,500 y los ingresos medios por familia eran $37,727. Los hombres tenían unos ingresos medios de $30,192 frente a los $20,302 para las mujeres. La renta per cápita para la localidad era de $14,184.. Alrededor del 13.8% de la población estaba por debajo del umbral de pobreza.